# 율촌초등학교
율촌초등학교는 대한민국 전라남도 여수시 율촌면 조화리에 있는 공립 초등학교이다.

## 학교 연혁
- 1928년 4월 10일 율촌공립보통학교 개교
- 1938년 4월 1일 명칭 변경(율촌공립심상소학교)
- 1941년 4월 1일 명칭 변경(율촌공립국민학교)
- 1982년 3월 1일 송도분교장 편입
- 1984년 4월 1일 장도분교장 통합
- 1985년 3월 1일 산수분교장 편입
- 1996년 3월 1일 율촌초등학교 개명
- 1999년 9월 1일 상봉분교장 편입
- 1999년 9월 1일 율촌중앙초등학교 통합
- 2001년 2월 28일 송도분교장 통합
- 2018년 3월 1일 제33대 나제곤 교장 부임
- 2020년 3월 1일 본교 7학급 편성
- 2020년 2월 11일 제87회 졸업(계 9,076명)

## 참고 자료
- 율촌초등학교 - 한국교육학술정보원 학교알리미